# Sarah Moss
Sarah Moss (geboren 1975 in Glasgow) ist eine britische Schriftstellerin.

## Leben
Sarah Moss wuchs in Manchester auf. Sie studierte Literatur und wurde 2001 am Linacre College mit der Dissertation The round Earth's imagined corners : the influence of voyaging and polar travel writing on English Romanticism promoviert. Sie war von 2004 bis 2009 Senior Lecturer für Englische Literatur an der University of Kent. Sie arbeitete für ein Jahr an der Universität Island und danach an der University of Exeter. Seit 2013 hat sie einen Lehrauftrag für Kreatives Schreiben an der University of Warwick und wohnt auch dort.
Moss forschte über die Rolle der Nahrung, des Kochens und des Essens in der Literatur. Ihr zeitlicher Schwerpunkt ist die literarische Romantik.

## Werk
Moss veröffentlichte im Jahr 2009 ihren ersten Roman, der sich thematisch an das Thema ihrer Dissertation anschloss. Moss’ Romane wurden mehrfach für den Wellcome Prize nominiert.
Ihre Werke wurden in mehrere Sprachen übersetzt. Ihr 2019 auf Deutsch erschienener Roman Gezeitenwechsel porträtiert eine Familie, deren Tochter an einer seltenen Form der Anaphylaxie leidet und in der die Eltern die klassischen Rollen getauscht haben. Der Roman wurde als sensibles Porträt einer Familie gelobt, die plötzlich mit einer seltenen chronischen Erkrankung umgehen muss.

## Bücher
- The frozen ship: The histories and tales of polar exploration. New York, NY: BlueBridge, 2006
- Scott’s last biscuit: The literature of polar travel. Oxford: Signal Books Limited, 2006
- mit Alexander Badenoch: Chocolate: A global history. London: Reaktion Books, 2009
- Spilling the Beans: Eating, Cooking, Reading and Writing in British Women’s Fiction. Manchester: MUP 2009
- Cold Earth. London: Granta, 2009
- Night Waking. London: Granta, 2011
  - Schlaflos: Roman. Übersetzung Nicole Seifert. Hamburg: Mare, 2013 ISBN 978-3-86648-177-0.
- Names for the Sea: Strangers in Iceland. London: Granta, 2012
  - Sommerhelle Nächte: Unser Jahr in Island. Übersetzung Nicole Seifert. Hamburg: Mare, 2014 ISBN 978-3-86648-307-1.
- Bodies of Light. London: Granta, 2014
  - Wo Licht ist: Roman. Übersetzung Nicole Seifert. Hamburg: Mare, 2015 ISBN 978-3-86648-233-3.
- Signs for Lost Children. London: Granta, 2015
  - Zwischen den Meeren: Roman. Übersetzung Nicole Seifert. Hamburg: Mare, 2016 ISBN 978-3-86648-257-9.
- The Tidal Zone. London: Granta, 2016
  - Gezeitenwechsel: Roman. Übersetzung Nicole Seifert. Hamburg: Mare, 2019, ISBN 978-3-86648-281-4.
- Ghost Wall. London: Granta, 2018
  - Geisterwand. Roman. Übersetzung Nicole Seifert. Berlin Verlag, Berlin 2021, ISBN 978-3-8270-1413-9.
- Summerwater. Picador, London 2020
  - Sommerwasser: Roman, Übersetzung Nicole Seifert, Union, Zürich 2023, ISBN 978-3-293-00609-6.
- The Fell. Picador, London 2021, ISBN 978-1-5290-8323-1.